# Noche Calerana
La Noche Roja, o Noche Calerana, es un evento tradicional de Unión La Calera (Equipo que en la actualidad milita en la Primera división chilena), donde el cuadro cementero presenta las contrataciones de cada temporada. Posee un carácter amistoso y se disputa en el Estadio Nicolás Chahuán. 
Otros equipos, como Unión Española y Deportivo Ñublense, han realizado en Chile una versión propia de la Noche Roja, aunque en el caso de Unión Española también denomina "Noche Hispana" a su certamen y Ñublense bautiza "Gran Noche Roja" a su evento.

## Noche Roja 2010
El 9 de enero de 2010, la Noche Roja, certamen del club Unión La Calera donde presenta a sus contrataciones de cada temporada, reunió en el Estadio Nicolás Chahuán al equipo anfitrión y a Universidad Católica para un encuentro de carácter amistoso. El triunfo fue para Católica por la cuenta mínima.
| 9 de enero de 2010 | Unión La Calera | 0:1 (0:1) | Universidad Católica | Estadio Nicolás Chahuán, Calera |                            |
|                    |                 |           | Suárez 37' (a.g.)    | Árbitro(s): Claudio Aranda      | Árbitro(s): Claudio Aranda |

## Noche Roja 2011
| 23 de enero de 2011, 22:00 | Unión La Calera                         | 3:3 (2:2) | Universidad de Chile                            | Estadio Municipal Nicolás Chahuán Nazar, La Calera |                                    |
|                            | Rodríguez 6' · Domínguez 9' · Ortiz 88' | Reporte   | Aránguiz 12' · Pérez García 40' · Contreras 90' | Árbitro(s): Patricio Polic (Chile)                 | Árbitro(s): Patricio Polic (Chile) |

## Noche Roja 2012
| Noche Roja 2012; 21 de enero de 2012 | Unión La Calera                  | 4:3 (3:1) | Palestino                   | Estadio Municipal Nicolás Chahuán Nazar, La Calera (Chile) |                                                           |
|                                      | Carretero 4' 33' · Simon 23' 56' |           | Canales 23' 56' · Opazo 61' | Asistencia: 1.500 espectadores Árbitro(s): Claudio Aranda  | Asistencia: 1.500 espectadores Árbitro(s): Claudio Aranda |

## Historial
| Año  | Equipo local    | Resultado | Equipo visita        |
| ---- | --------------- | --------- | -------------------- |
| 2004 | Unión La Calera | 1-1       | Santiago Wanderers   |
| 2005 | Unión La Calera | 1-0       | Unión San Felipe     |
| 2006 | Unión La Calera | ?         | Everton              |
| 2007 | Unión La Calera | 6-1       | Melipilla            |
| 2008 | Unión La Calera | 3-2       | Unión Española       |
| 2009 | Unión La Calera | 1-0*      | Audax Italiano       |
| 2010 | Unión La Calera | 0-1       | Universidad Católica |
| 2011 | Unión La Calera | 3-3       | Universidad de Chile |
| 2012 | Unión La Calera | 4-3       | Palestino            |
| 2025 | Unión La Calera | 0-0       | Magallanes           |

* Suspendido.